# Tremblay (Ille-et-Vilaine)
Pour les articles homonymes, voir Tremblay.
Tremblay est une ancienne commune française située dans le département d'Ille-et-Vilaine en région Bretagne, peuplée de 1 485 habitants. Ses habitants se nomment les Tremblaisiens et les Tremblaisiennes.
Le 1er janvier 2019, elle a fusionné avec Antrain, La Fontenelle et Saint-Ouen-la-Rouërie pour former la commune de Val-Couesnon.

## Géographie
Tremblay est situé dans le nord du département d'Ille-et-Vilaine, dans la communauté des communes de Couesnon Marches de Bretagne (anciennement dans le canton d'Antrain). Elle est traversée par le Couesnon à l'est, délimitant sa superficie (36,22 km2) avec les communes voisines. Plusieurs axes routiers se rejoignent près du bourg, notamment la liaison entre Rennes - Mont Saint Michel et Fougères - Dol de Bretagne.
| La Fontenelle (Ille-et-Vilaine) | Antrain Saint-Ouen-la-Rouërie | Les Portes du Coglais |
| Bazouges-la-Pérouze             | Tremblay                      | Maen Roch             |
| Romazy Rimou                    | Chauvigné                     | Saint-Marc-le-Blanc   |

### Villages, hameaux, écarts, lieux-dits
La Chattière, la Daie, Champ de l'Ours, les Ruisselées, les Fossés…

## Toponymie
Le nom de la localité est attesté sous les formes Trembleit en 1057, Trembliaco au XIIe siècle,,.
Tremblay signifie « lieu planté de peupliers trembles », du gallo-roman TREMULATU, basé sur TREMULU « tremble » et suffixe -ATU (devenu féminin en français moderne -aie), c'est-à-dire tremblaie.
En gallo, le nom de la commune est Tremblla, prononcé [trɑ̃bja].
La forme bretonne proposée par l'Office public de la langue bretonne est Kreneg.

## Histoire
L'abbaye Notre-Dame du Tronchet y possédait le prieuré de la Chattière.

### La Révolution
Pendant la Chouannerie la ville fut assiégée en 1795 par les Chouans commandés par Aimé Picquet du Boisguy.

### Époque contemporaine
Le 1er janvier 2019, la commune fusionne avec Antrain, La Fontenelle et Saint-Ouen-la-Rouërie pour former la commune nouvelle de Val-Couesnon.

## Politique et administration
| Période                                  | Période       | Identité                 | Étiquette | Qualité                                                                   |
| ---------------------------------------- | ------------- | ------------------------ | --------- | ------------------------------------------------------------------------- |
| Les données manquantes sont à compléter. |               |                          |           |                                                                           |
| ca. 1904                                 |               | J.-M. Gavard             |           |                                                                           |
| 1912                                     | 1941          | Émile Ferron (1874-1941) | PAPF-Rad. | Industriel, négociant en cuirs Conseiller général d'Antrain (1907 → 1940) |
| ca. 1948                                 |               | Pierre Perrin            |           |                                                                           |
|                                          |               | M. Noury                 |           |                                                                           |
| mars 1959                                | mars 1977     | Émile Lemarigner         |           | Maire honoraire                                                           |
| mars 1977                                | juin 1995     | André Carnet (1927-2003) |           | Maire honoraire (1995)                                                    |
| juin 1995                                | mars 2008     | Jules Ferron             |           | Chef d'entreprise                                                         |
| mars 2008                                | mars 2014     | Roger Dugué              |           | Comptable                                                                 |
| mars 2014                                | décembre 2018 | Brigitte Mariau          | SE        | Agricultrice                                                              |

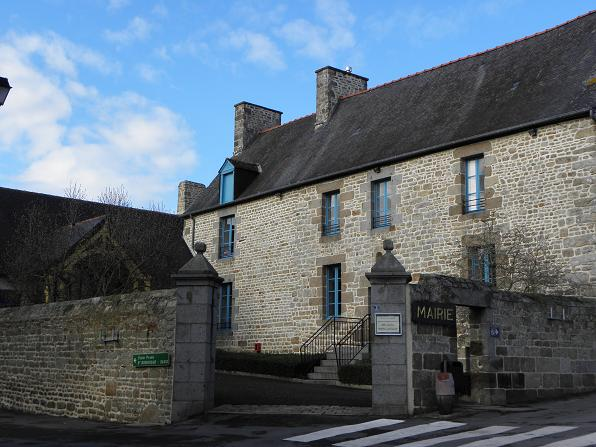
La mairie.

Le 15 mars 2020, Emmanuel Houdus a été élu maire de Val-Couesnon et Laurent Goré est le maire délégué de Tremblay.

## Démographie
En 2021, la commune comptait 1 485 habitants. Depuis 2004, les enquêtes de recensement dans les communes de moins de 10 000 habitants ont lieu tous les cinq ans (en 2008, 2013, 2018, etc. pour Tremblay) et les chiffres de population municipale légale des autres années sont des estimations.
| 1793  | 1800  | 1806  | 1821  | 1831  | 1836  | 1841  | 1846  | 1851  |
| ----- | ----- | ----- | ----- | ----- | ----- | ----- | ----- | ----- |
| 2 066 | 1 926 | 2 138 | 1 948 | 2 118 | 2 088 | 2 249 | 2 411 | 2 485 |

| 1856  | 1861  | 1866  | 1872  | 1876  | 1881  | 1886  | 1891  | 1896  |
| ----- | ----- | ----- | ----- | ----- | ----- | ----- | ----- | ----- |
| 2 562 | 2 583 | 2 508 | 2 525 | 2 626 | 2 729 | 2 694 | 2 540 | 2 507 |

| 1901  | 1906  | 1911  | 1921  | 1926  | 1931  | 1936  | 1946  | 1954  |
| ----- | ----- | ----- | ----- | ----- | ----- | ----- | ----- | ----- |
| 2 341 | 2 288 | 2 180 | 2 021 | 1 990 | 1 963 | 2 003 | 2 052 | 1 960 |

| 1962  | 1968  | 1975  | 1982  | 1990  | 1999  | 2008  | 2013  | 2018  |
| ----- | ----- | ----- | ----- | ----- | ----- | ----- | ----- | ----- |
| 1 707 | 1 707 | 1 736 | 1 624 | 1 453 | 1 423 | 1 511 | 1 551 | 1 493 |

| 2019  | - | - | - | - | - | - | - | - |
| ----- | - | - | - | - | - | - | - | - |
| 1 483 | - | - | - | - | - | - | - | - |

## Économie
Des commerces sont installés à Tremblay, comme une boulangerie, une supérette, pharmacie… En 2018, une petite zone artisanale est en construction près de la salle des fêtes et des sports.
En matière de santé, la commune dispose d'un cabinet médical avec des docteurs généralistes, ainsi que des dentistes et un kinésithérapeute. De plus, un centre hospitalier (EHPAD Les Landes) est en fonction.
L'hôtel, restaurant et discothèque Roc'Land se trouve à Tremblay, à deux minutes du centre-bourg.

## Lieux et monuments

### Bâtiments civils
- Motte féodale de la Chattière[17], occupe un éperon long de 200 m et large de 50 m dominant de 20 m deux cours d’eau. Elle est haute de 8 m environ avec un diamètre d’une quarantaine de mètres. Le site est associé à deux manoirs, appelés l'un le Manoir et l'autre la Chattière, et à la chapelle Notre-Dame citée en 1186. Cette motte tire son nom selon toute vraisemblance de la famille Le Chat, alias Bouttier — ceci depuis l'époque de Thomas Le Chat Buterus[18] — : puissante famille issue des seigneurs de Combourg et Dol, branche qui fit souche au manoir du Plessis aux Chats sur la commune de Dingé. En effet, le miles Geoffroy Le Chat avait des droits dans un bois situé en Saint-Ouen-la-Rouërie ; or, la motte se situe juste en limite de la paroisse de Tremblay, le manoir de la Chattière étant situé en Saint-Ouen-la-Rouërie ;
- Manoir du Pontavice (vestiges de la porte) XVe siècle ;
- Manoir de la Coquillonais (XVe, XVIe et XIXe siècles) ;
- Manoir des Noyers ou Nouillé (1549) ;
- La maison du Bois-le-Bon (XVIe et XVIIe siècles) est la maison natale du botaniste Exupère Bertin ;
- La maison de la Garenne (1568 - XVIIe et XVIIIe siècles), construite par son premier propriétaire de la famille Coupe ou les frères Mac-Goulde puis des Chastellier, seigneurs de Villavran. Elle servit de relais de Poste. Elle possède un cadran solaire ;
- Ancienne maison Les Fossés (1613) à Bertin, sieur de Neuglé ;
- La mairie (ancien presbytère) date de 1800, certains éléments : linteau, niche datant de 1654 ;
- Fontaine de Budor, objet d'un culte superstitieux jusqu'au milieu du XVIIIe siècle ;
- Puits de la Choboterie (XVIIIe siècle) ;
- Moulins : Pontavice, Bonne-Fontaine, de la Hélandière, des Ardennes (à grain), des Ardennes (à papier), de la Chattière (à foulon, XVIIIe siècle), de Briand, de la Maleute, Neuf, de la Rochequibuc (à papier) et de la Rochequibuc (à grain).

### Bâtiments religieux
- Église priorale Saint-Martin (XIe, XVIe et XIXe siècles) ;
- Le prieuré Saint-Martin n'existe plus. Il appartenait à l'abbaye Saint-Florent de Saumur. Son église est aujourd'hui paroissiale ;
- Prieuré de la Chattière avec sa chapelle déjà mentionnée en 1186. Elle fut reconstruite en 1692 et possédait son propre cimetière. Elle appartenait à l'abbaye Notre-Dame du Tronchet ;
- Chapelle Notre-Dame du Pont de l'Ours, près du village de la Daie. Citée au XIIe siècle. Elle n'existe plus ;
- Chapelle Saint-Aubin-sur-Couasnon, appartenait en 1186 au prieur du Tremblay. Reconstruite en 1672 elle est aujourd'hui disparue et remplacée en 1869 par une grotte dans laquelle fut placée une statue de saint Aubin, but du pèlerinage des fiévreux[19] ;
- Chapelle Saint-Blaise, elle dépendait du prieuré du Tremblay, elle était située dans le bourg et déjà ruinée en 1490.

## Personnalités liées à la commune
- Exupère Joseph Bertin (1712-1781), est un anatomiste et médecin français. Deux termes médicaux restent attachés à son nom : les "colonnes de Bertin" et les "cornets de Bertin" ;
- René Louiche Desfontaines, botaniste (1750-1831), né le 14 février 1750 à Tremblay et décédé le 16 novembre 1833 à Paris, est un botaniste français, directeur du Muséum national d'histoire naturelle.

## Jumelage
Tremblay possède un accord de jumelage avec :
- Moșna (Roumanie) depuis 2013[20].

## Galerie

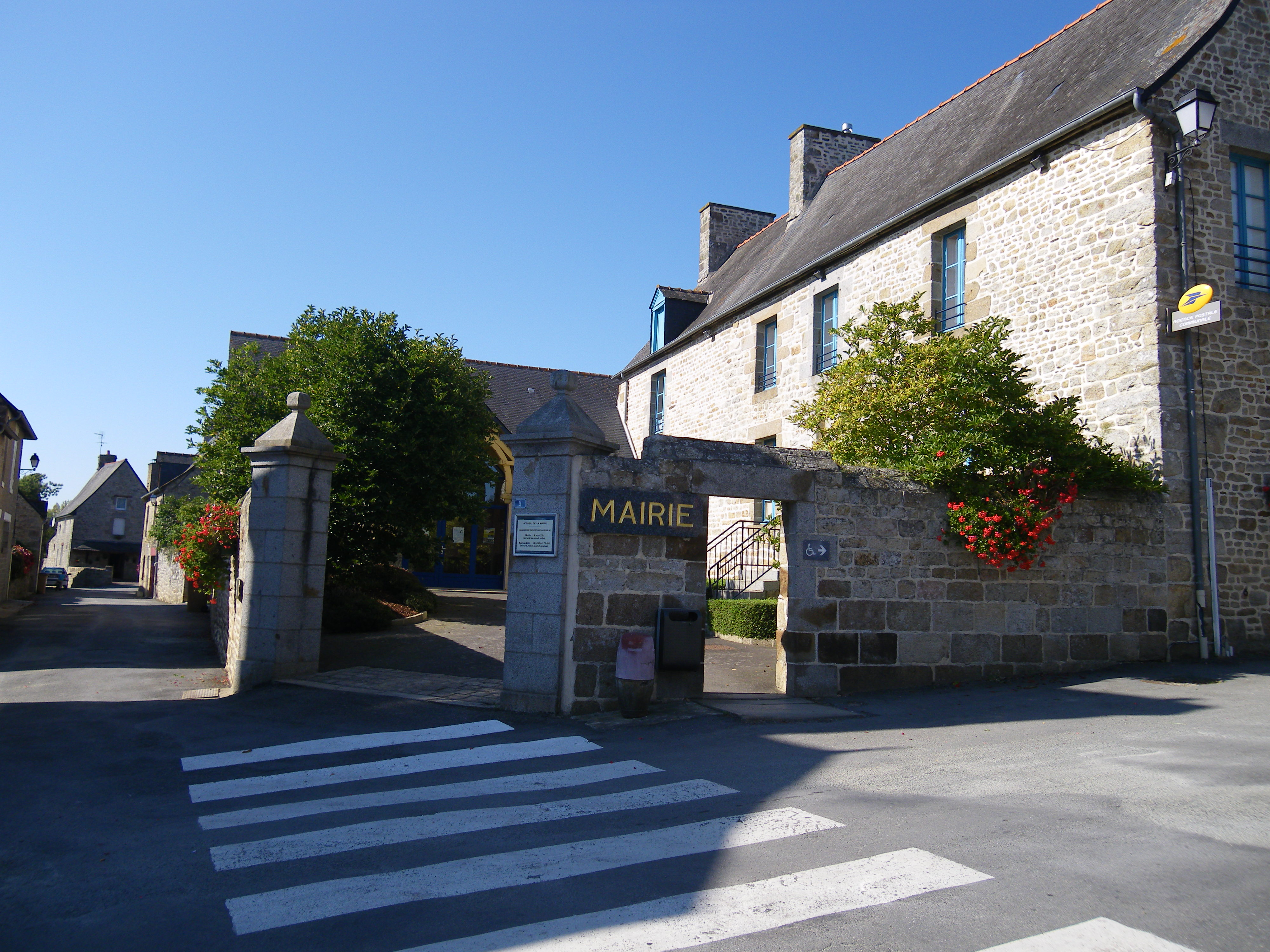
Mairie de Tremblay
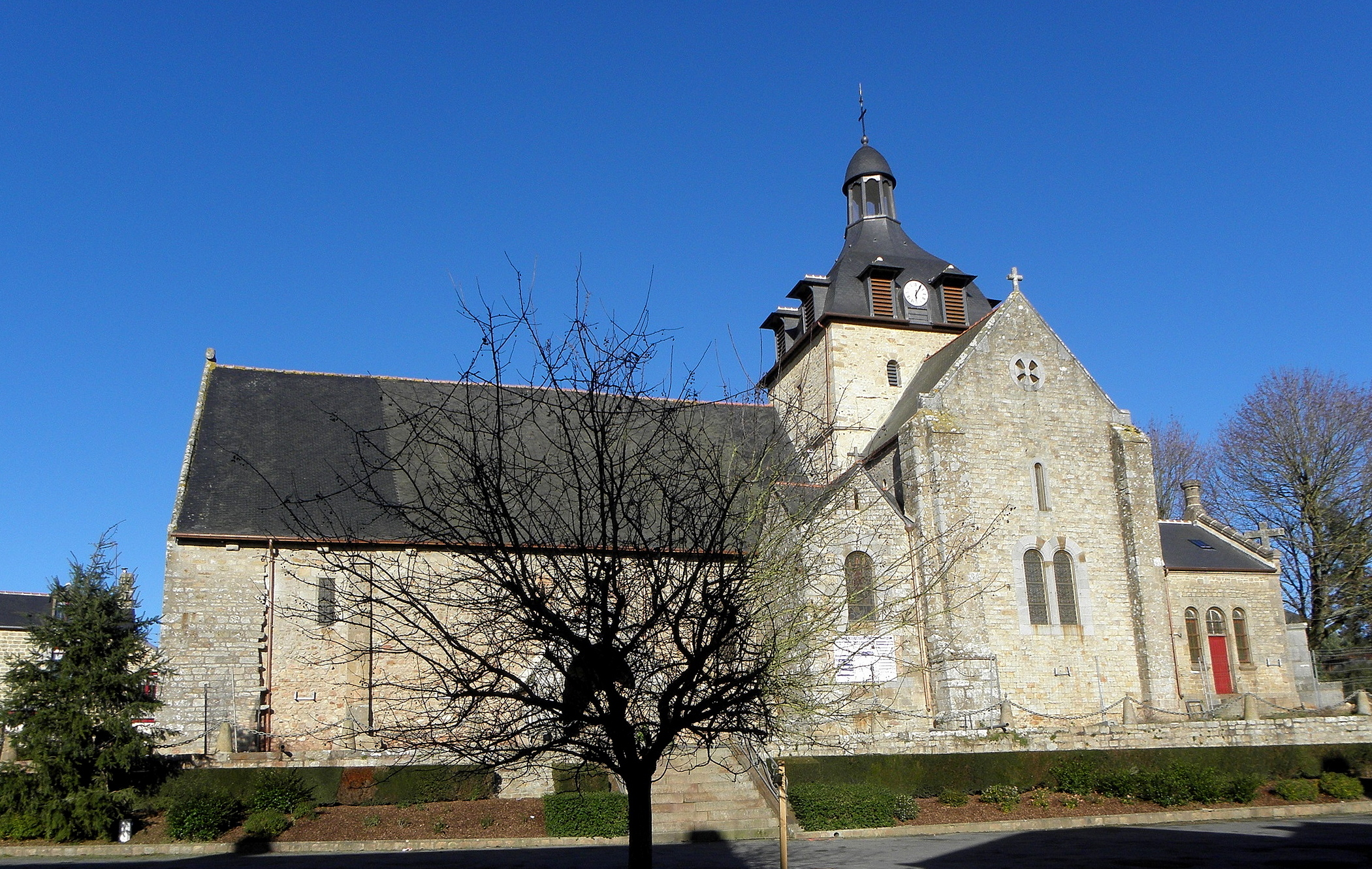
L'église Saint-Martin
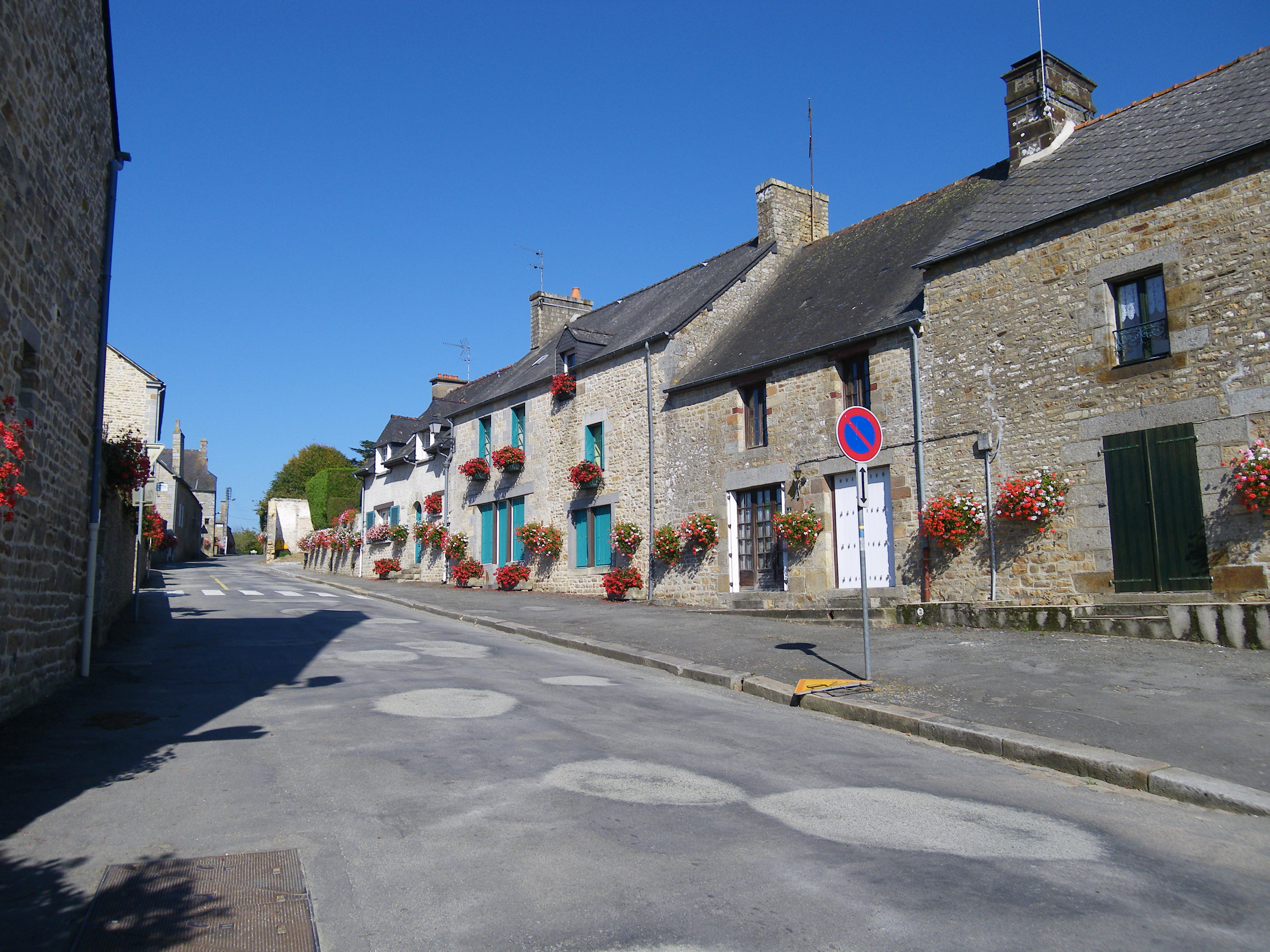
Rue du Dr. Bertin